# Untersberg-Vorland
Untersberg-Vorland este o arie protejată (arie specială de conservare — SAC, sit de importanță comunitară — SCI) din Austria întinsă pe o suprafață de 193,23 ha, integral pe uscat.

## Localizare
Centrul sitului Untersberg-Vorland este situat la coordonatele 47°45′17″N 12°56′53″E / 47.7547°N 12.9481°E.

## Înființare
Situl Untersberg-Vorland a fost declarat sit de importanță comunitară în iulie 2002 pentru a proteja 1 specie de plante și 8 specii de animale. Situl a fost protejat și ca arie specială de conservare în august 2008.

## Biodiversitate
Situată în ecoregiunea alpină, aria protejată conține 8 habitate naturale: Pajiști cu Molinia pe soluri calcaroase, turboase sau argilos-nămoloase (Molinion caeruleae), Liziere de ierburi înalte hidrofile de câmpie și de nivel montan până la alpin, Fânețe de joasă altitudine (Alopecurus pratensis, Sanguisorba officinalis), Izvoare petrifiante cu formare de travertin (Cratoneurion), Mlaștini alcaline, Păduri de fag Asperulo-Fagetum, Păduri de fag din Europa Centrală dezvoltate pe sol calcaros cu Cephalanthero-Fagion, Păduri aluvionare cu Alnus glutinosa și Fraxinus excelsior (Alno-Padion, Alnion incanae, Salicion albae).
La baza desemnării sitului se află mai multe specii protejate:
- plante (1): moșișoare (Liparis loeselii)
- amfibieni (1): izvoraș-cu-burta-galbenă (Bombina variegata)
- mamifere (2): liliac cârn (Barbastella barbastellus), liliac cărămiziu (Myotis emarginatus)
- nevertebrate (5): Austropotamobius torrentium, carabus variolosus nodulosus (Carabus (variolosus) nodulosus), fluturele auriu (Euphydryas aurinia), fluturele flitirar (Euphydryas maturna), Phengaris teleius

Pe lângă speciile protejate, pe teritoriul sitului au mai fost identificate 5 specii de mamifere, 4 specii de nevertebrate.